# Arthur Allers
Arthur Allers (6 de outubro de 1875 — 28 de junho de 1961) foi um velejador norueguês, campeão olímpico. Ele competiu nos Jogos Olímpicos de Verão de 1920 na classe 12 Metre e conquistou a medalha de ouro na disputa realizada segundo as regras de 1919 a bordo do Heira II com Olaf Ørvig, Martin Borthen, Kaspar Hassel, Erik Ørvig, Johan Friele, Thor Ørvig, Egill Reimers e Christen Wiese. Allers trabalhava como comerciante em sua cidade natal. Em 1904 assumiu os negócios da família e em 1928 foi nomeado para o conselho de administração de um banco norueguês.